# تونی لوبلان
ایگناسیو فرناندس سانچس (اسپانیایی: Ignacio Fernández Sánchez‎؛ ۷ مهٔ ۱۹۲۲ – ۲۴ نوامبر ۲۰۱۲) با نام هنری تونی لوبلان بازیگر، کارگردان فیلم، فیلم‌نامه‌نویس، خواننده، مجری تلویزیون و کمدین اهل اسپانیا بود. وی بین سال‌های ۱۹۴۴ تا ۲۰۱۲ میلادی فعالیت می‌کرد.
از فیلم‌های او می‌توان به سه عضو صلیب سرخ، قصه‌های تلویزیون، تورنته، مأمور خرفت قانون، تورنته ۲: مأموریت در ماربیا، تورنته ۳: محافظ شخصی، تورنته ۴: بحران مرگبار، آشوب‌گر، میهمانی ادامه دارد و مردی که می‌خواست خود را بکشد اشاره کرد.